# Becske
Becske község Nógrád vármegyében, a Balassagyarmati járásban.

## Fekvése
A Cserhát hegységben található, a Galga-patak völgyében a Szanda-hegy lábánál. A legközelebbi város Balassagyarmat (20 km).

### Megközelítése

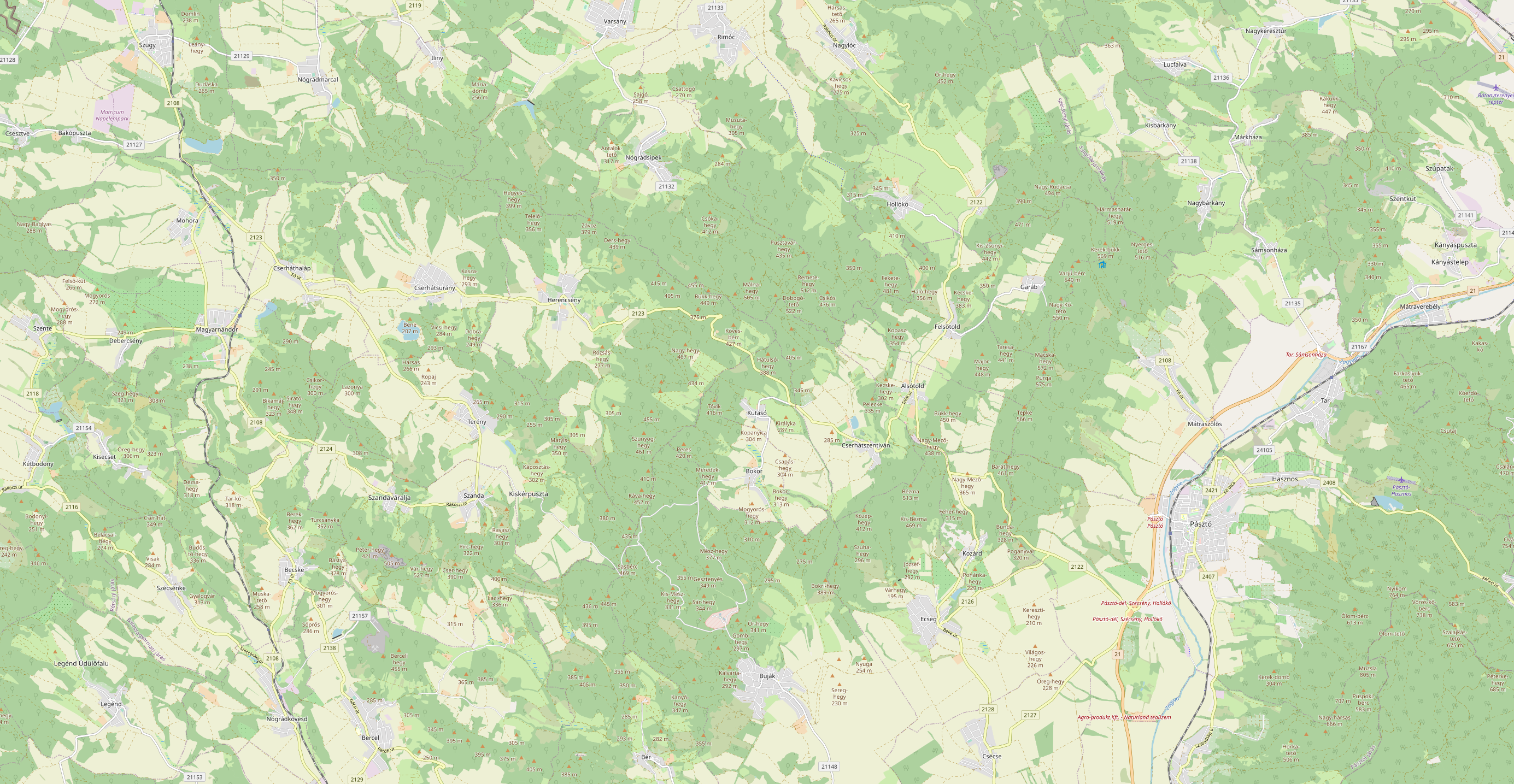
A Cserhát keleti része

Föutcája a 2108-as út, ezen érhető el Aszód és Balassagyarmat irányából is; Bercellel a 2138-as út köti össze.
A hazai vasútvonalak közül az Aszód–Balassagyarmat–Ipolytarnóc-vasútvonal érinti, de a nyomvonala igencsak elkerüli a lakott helyeit. Korábban egy vasútállomás és egy megálló is üzemelt a község területén, de Becske vasútállomást a falutól való nagy (~5 kilométeres) távolsága és az ezzel összefüggő kihasználatlansága miatt már 1980-ban bezárták. [Az állomás egykori helye közúton ma csak Kisecset felől közelíthető meg, a 21 154-es, majd a 21 332-es úton.] Becske alsó megállóhely is külterületek közt helyezkedik el, a központtól mintegy másfél-két kilométerre délre. a 2108-as út mellett; a vonal mai állomásainak viszonylatában Nógrádkövesd és Magyarnándor között található.

## Története
A település első írásos említése 1272-ből származik (Bechke).
A település neve feltehetően a Benedek egykori személynévből származik, ezt valószínűsíti, hogy a település közelében állt egy 12. században alapított benedek-rendi apátság.
Az 1562–1563 évi török kincstári adószámadási könyvek szerint a hódoltsághoz tartozott, 7 adóköteles házzal.
A török hódoltság előtt számos földesúr birtokolta, közöttük Széchenyi Benedek, a Széchényi család egyik őse. a 16. században a Bosnyák család, majd a Lónyay család birtokolta. A 18–19. században közbirtokossági község volt.
A 20. század elején Nógrád vármegye Sziráki járásához tartozott.
1910-ben 943 lakosából 930 magyar volt. Ebből 911 római katolikus, 11 evangélikus, 21 izraelita volt.

## Közélete

### Polgármesterei
- 1990–1994: Manda Kálmán (független)[4]
- 1994–1998: Manda Kálmán (független)[5]
- 1998–2002: Szalatnyainé Zsigmond Éva (független)[6]
- 2002–2006: Szalatnyainé Zsigmond Éva (független)[7]
- 2006–2010: Szalatnyainé Zsigmond Éva (független)[8]
- 2010–2014: Szalatnyainé Zsigmond Éva (Fidesz-KDNP)[9]
- 2014–2019: Szalatnyainé Zsigmond Éva (Fidesz-KDNP)[10]
- 2019–2024: Agócs Pál (független)[11]
- 2024– : Agócs Pál (független)[1]

## Népesség
A település népességének változása:
| Lakosok száma | 869  | 721  | 623  | 561  | 549  | 530  | 548  | 508  | 484  | 483  |
|               | 1980 | 1990 | 2001 | 2011 | 2013 | 2015 | 2021 | 2022 | 2023 | 2024 |

2001-ben a település lakosságának 87%-a magyar, 13%-a cigány nemzetiségűnek vallotta magát.
A 2011-es népszámlálás során a lakosok 88,2%-a magyarnak, 7,7% cigánynak, 0,2% németnek, 0,4% románnak mondta magát (11,8% nem nyilatkozott; a kettős identitások miatt a végösszeg nagyobb lehet 100%-nál). A vallási megoszlás a következő volt: római katolikus 65,2%, református 0,7%, evangélikus 0,7%, görögkatolikus 0,2%, felekezeten kívüli 8,6% (23,2% nem nyilatkozott).
2022-ben a lakosság 93,5%-a vallotta magát magyarnak, 4,3% cigánynak, 0,6% németnek, 0,4% románnak, 0,2% szlováknak, 3,7% egyéb, nem hazai nemzetiségűnek (6,1% nem nyilatkozott; a kettős identitások miatt a végösszeg nagyobb lehet 100%-nál). Vallásuk szerint 48,4% volt római katolikus, 1,4% evangélikus, 1,2% református, 0,2% görög katolikus, 0,2% ortodox, 0,6% egyéb keresztény, 0,8% egyéb katolikus, 7,3% felekezeten kívüli (36,2% nem válaszolt).

## Nevezetességei

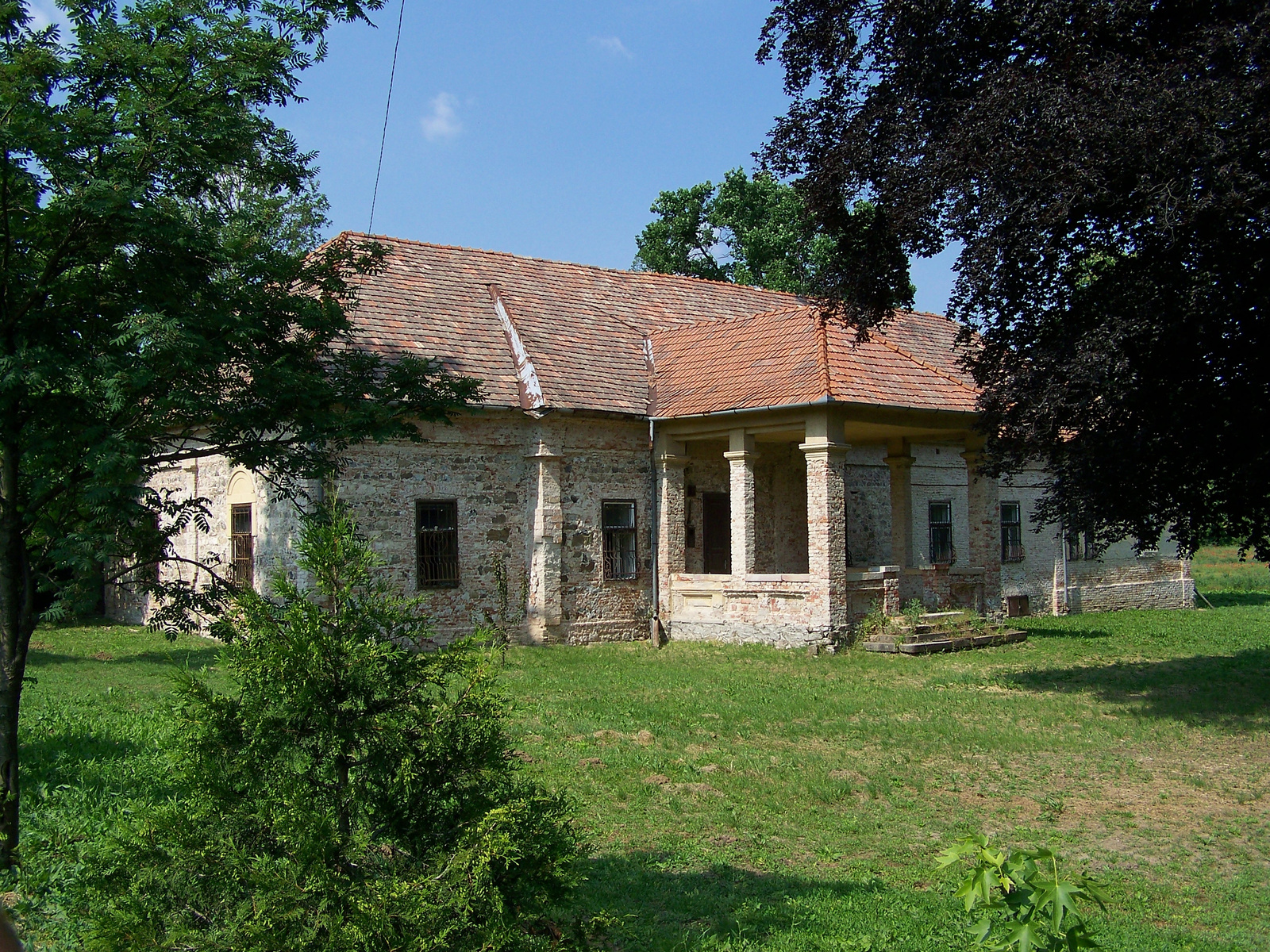
A Balás-kúria

- A Szeplőtelen fogantatás nevére szentelt római katolikus temploma.
- A Lurdi Barlang, ami a templom alatt található
- A templom előtt álló régi boltíves kőhíd
- Balás-kúria: 19. századból, eredetileg klasszicista stílusú, átalakítások után eklektikus stílusú.
- A településen áthalad az Országos Kéktúra.
- Buddhista sztúpa: 2008-ban a község mellett található Csiga-hegyen avatták fel Magyarország új buddhista sztúpáját. Az ún. Megvilágosodás sztúpa felavatását a tiszteletreméltó nepáli buddhista mester, Serab Gyalcen rinpocse végezte.

## Kultúra
- A településen működött a Kékszivárvány Népdalkör.

## Sport
- A becskeiek úgyszólván egyetlen helybeli sportolási lehetősége a labdarúgás. A helyi fiatalok már hosszú évek óta a megyei másodosztályban képviselik falujukat.